# Červenolistý buk v Karviné
Červenolistý buk v Karviné je památný strom - buk lesní (Fagus sylvatica 'Atropunicea) ve čtvrti Nové Město města Karviná v okrese Karviná. Nachází se také v nížině Ostravská pánev v Moravskoslezském kraji v Horním Slezsku.

## Další informace
Podle údajů z roku 2022, Červenolistý buk v Karviné je jeden z celkem 6 vyhlášených památných stromů na území města Karviná. Nachází se u plotu na ulici Palackého. Podle údajů z roku 1994:
| Výška stromu:                 | 20,0 m        |
| Obvod kmene ve výčetní výšce: | 3,20 m        |
| Ochranné pásmo:               | dle zákona    |
| Datum vyhlášení:              | 13. září 1994 |

## Galerie

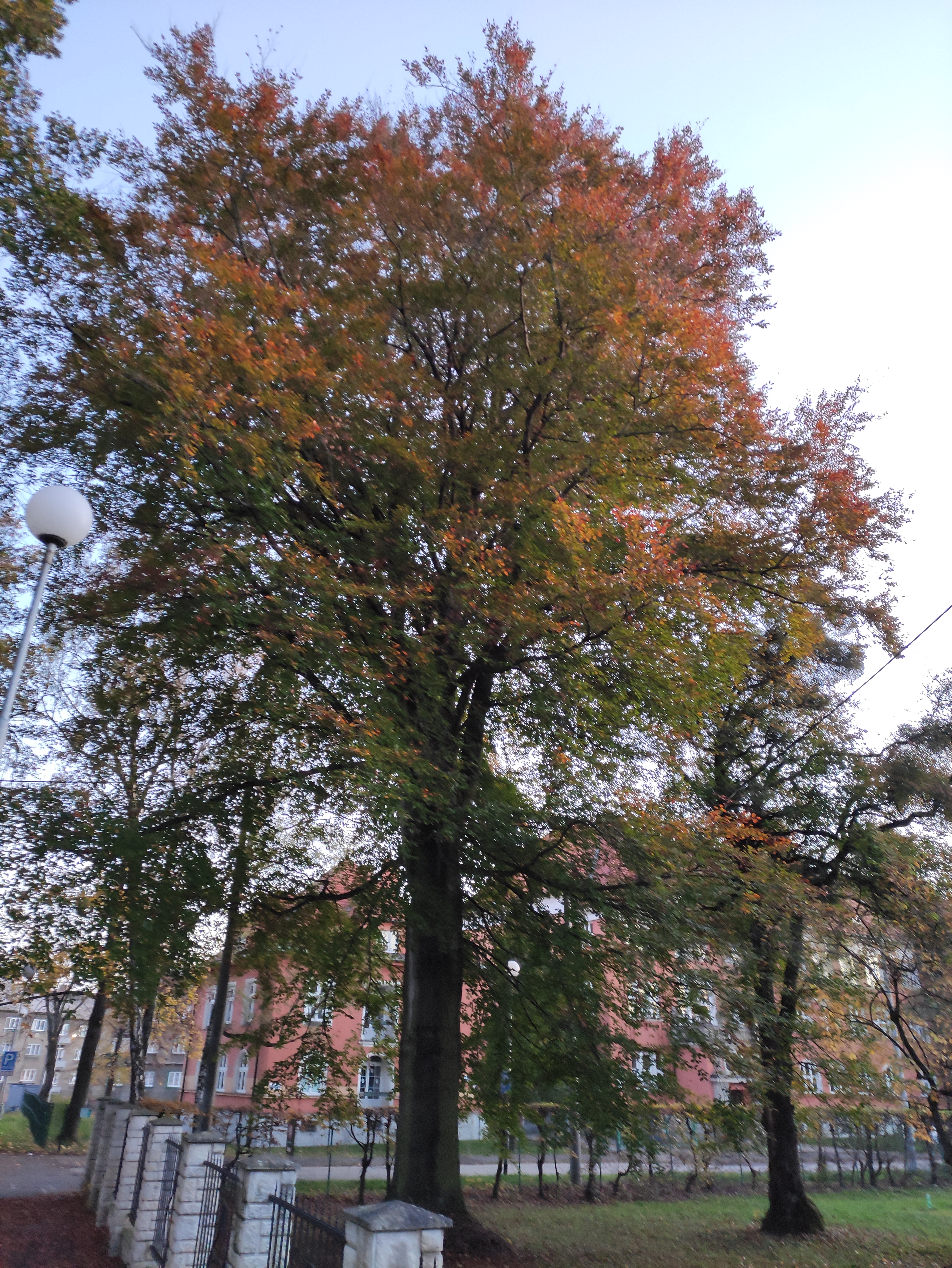
Říjen 2022
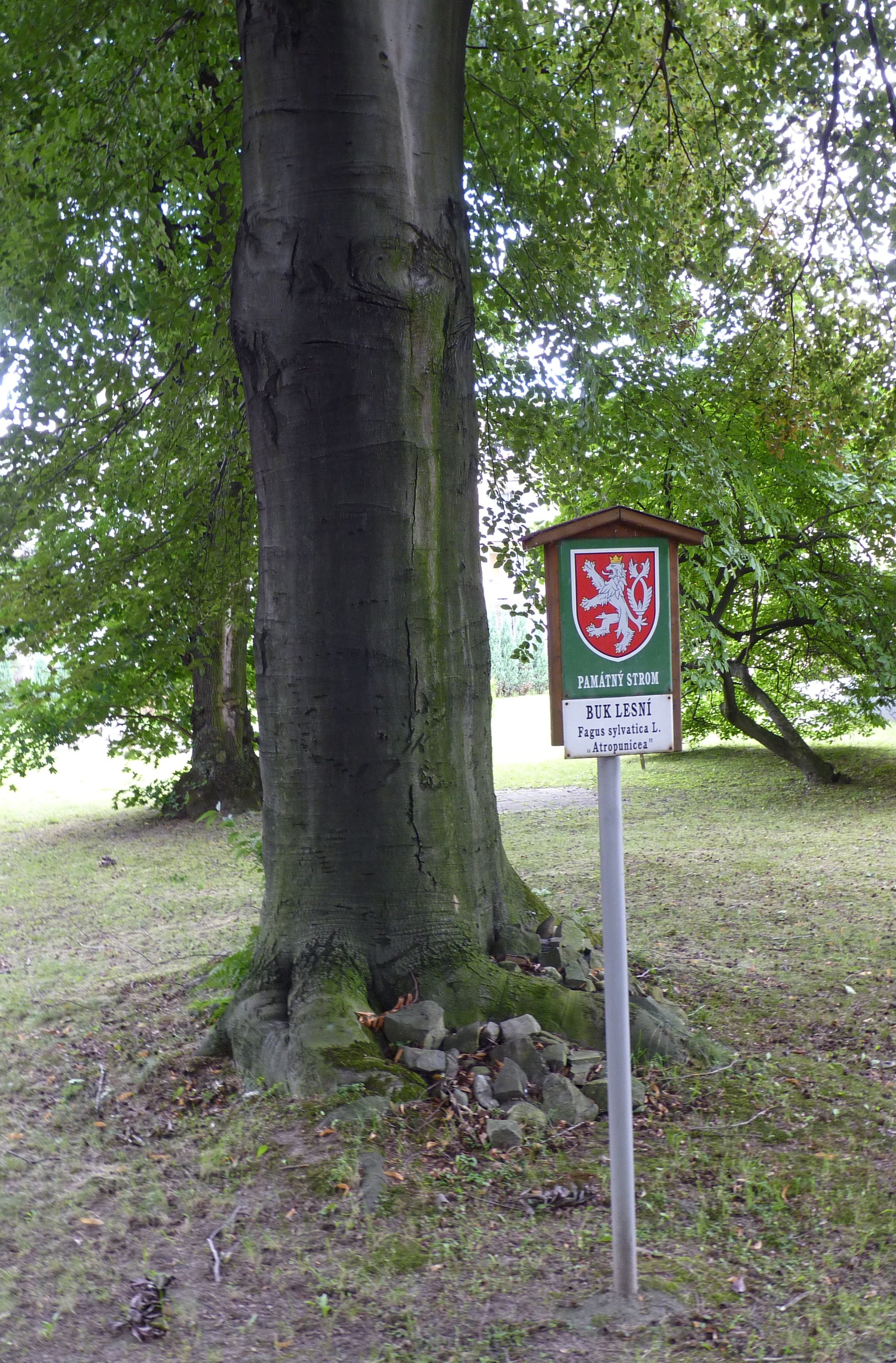
Informační panel u stromu (červenec 2012)